# 丹 (杜省)
丹村（法語：Dung，法語發音：[dœ̃]）是法国杜省的一个市镇，位于该省东北部，属于蒙贝利亚尔区。

## 地理
丹村（47°30'17"N, 6°45'7"E）面积3.22 平方千米，位于法国勃艮第-弗朗什-孔泰大區杜省，该省份为法国东部内陆省份，北起上索恩省，西接汝拉省，东部及东南部与瑞士接壤，东北部与贝尔福地区省接壤。
与丹村接壤的市镇（或旧市镇、城区）包括：伊桑、普雷桑特维莱、圣于连-莱蒙贝利亚尔、圣苏珊、阿隆当。
丹村的时区为UTC+01:00、UTC+02:00（夏令时）。

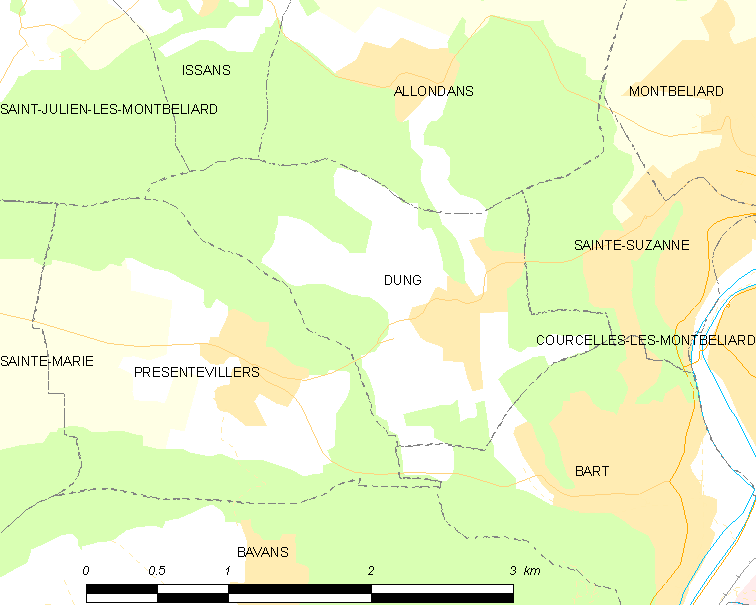
丹村的OSM定位图

## 行政
丹村的邮政编码为25550，INSEE市镇编码为25207。

## 政治
丹村所属的省级选区为巴旺县。

## 人口

1962-2008年间丹村人口变化图示

丹村于2022年1月1日时的人口数量为621人。